# Next Model Management
NEXT Model Management — международное модельное агентство с офисами в Нью-Йорке, Лос-Анджелесе, Майами, Милане и Париже. Оно было основано в 1989 году Фэйт Кейтс (англ. Faith Kates) и является одним из 3 лучших модельных агентств в мире. NEXT представляет одних из самых популярных моделей, включая Аню Рубик, Карли Клосс, Эбби Ли Кершоу, Миранду Керр, Кэтрин Макнил и Аризону Мьюз.
NEXT имеет успешное отделение 'Special Booking' (рус. специальный заказ), которое организует fashion проекты для таких мировых звёзд как Kelis, Hurts, Марк Ронсон, Jessie J, Имоджен Путс и Элис Деллал.
Также в NEXT есть подразделение для поваров. Оно находится в Нью-Йорке и называется Two12@Next. Оно представляет и работает с лучшими в мире поварами и кулинарными брендами.

## Модели, представляемые NEXT
Следующих моделей либо представляет, либо представляло модельное агентство NEXT.
- Колганова Анастасия
- Сара Альберт
- Пейдж Батчер
- Малгосия Бела
- Эльза Бенитес
- Каприс Берре
- Марсель Биттар
- Бриттани Брауэр
- Вероника Варекова
- Соланж Вильверт
- Наташа Войнович
- Мэнон Вон Геркан
- Ясмин Гаури
- Мара Дармоусли
- Деви Дриген
- Милла Йовович
- Киара Кабукуру
- Миранда Керр
- Эбби Ли Кершоу
- Джейми Кинг
- Карли Клосс
- Хейли Клоусон
- Меган Коллисон
- Тати Котлиар
- Одри Куок
- Эстель Лефебюр
- Кристелль Лефранк
- Тереза Лоуренсо
- Али Лохан
- Стэйси Маккензи
- Кэтрин Макнил
- Джулиана Мартинс
- Мишель Меркин
- Меган Моррис
- Аманда Мур
- Аризона Мьюз
- Петра Немцова
- Рене Олвэй
- Раиса Оливейра
- Даниэла Пештова
- Мария Инес Риверо
- Александра Ричардс
- Пания Роуз
- Аня Рубик
- Эмили Сандберг
- Джемма Сандерсон
- Молли Симс
- Адриана Скленарикова
- Эмбер Смит
- Сара Стефенс
- Элис Тейлор
- Таша Тилберг
- Элисандра Томачески
- Альмудена Фернандес
- Магдалена Фронцковяк
- Линдсей Фримод
- Агнет Хегелунд
- Эмма Хеминг
- Алисия Холл
- Филиппа Хэмильтон
- Шанина Шейк
- Эрика Линдер
- Анна Ягодзинска
- Пайпер Америка Смит
- Лаки Блу Смит